# Fuaʻamotu (Vavaʻu)
Fuaʻamotu ist eine unbewohnte Insel in der tonganischen Inselgruppe Vavaʻu.

## Geographie
Fuaʻamotu ist ein Motu im Südosten von Vavaʻu. Sie liegt zwischen ʻEueiki, Lua Hiapo, Lua a Fuleheu, und Kaihifahifa. Im Osten ist die nächste Inseln im Riffsaum Fonuafuu. Fuaʻamotu ist sehr regelmäßig oval-eiförmig mit einem gleichmäßigen Riffsaum.

## Klima
Das Klima ist tropisch heiß, wird jedoch von ständig wehenden Winden gemäßigt. Ebenso wie die anderen Inseln der Vavaʻu-Gruppe wird Fuaʻamotu gelegentlich von Zyklonen heimgesucht.